# Rheinische Missionskirche (Walvis Bay)
Die Rheinische Missionskirche in Walvis Bay ist eine 1880 errichtete Kirche in Walvis Bay im Westen Namibias. Sie ist seit dem 24. November 1972 ein Nationales Denkmal.
Die Kirche wurde bis Anfang 1960 als Missionskirche genutzt, ehe die Mission in einen neuen Bau in Kuisebmond umgezogen ist. Die aus Deutschland per Schiff nach Walvis Bay gebrachte Missionskirche verwahrloste mit den Jahren zunehmend und stand kurz davor, abgerissen zu werden. Der Lions-Club erwarb das Grundstück, übernahm die Restaurierung und konnte das Bauwerk so erhalten.
Die Missionare Julius (geb. am 27. Mai 1896) und Antonius (geb. am 14. Juni 1894) Morgenschweis, zwei Brüder aus Niederfischbach im Siegerland, arbeiteten seit 1925 bzw. seit 1927 für die ökumenisch ausgerichtete Rheinische Mission in Walvis Bay.
Beide traten in den Orden Oblaten der Unbefleckten Jungfrau Maria (Hünfelder Oblaten, Kurzbezeichnung OMI) ein und gingen als Missionare nach Südwestafrika, dem heutigen Namibia. Julius Morgenschweis als Ordenspater im Jahr 1925, Antonius Morgenschweis als Ordensbruder im Jahr 1927.
Pater Julius Morgenschweis leitete die römisch-katholische Mission in Walvis Bay und baute die Missionskirche wieder neu auf. Diese Kirche wurde jedoch bald zu klein. Daher baute er eine neue Kirche, die Kirche „Stella Maris“, die im Jahr 1960 eingeweiht wurde.
Sein Bruder Antonius Morgenschweis wirkte in Swakopmund und Windhoek, betreute die Gemeinde seines Bruders aber auch mit. Für deren Unterhalt sorgte er mit einer Brennerei, so dass die Mission Einkommen erwerben konnte. Den von ihm erfundenen Weinbrand nannte er „Der Katholische“.
Pater Julius Morgenschweis verstarb am 7. Oktober 1975, sein Bruder Antonius Morgenschweis am 6. Oktober 1978. Die Gräber der beiden Missionare befinden sich in Döbra, etwa 20 km von Windhoek entfernt.

## Bau
Die Missionskirche in Walvis Bay ist eine der wenigen Kirchen Namibias, die fast gänzlich durch Baumaterialien aus dem Ausland, vor allem aus Hamburg, errichtet wurde. Es war zu der Zeit das einzige Bauwerk in Namibia, das ausschließlich aus importiertem Holz errichtet wurde. 1891 wurde die Kirche erweitert.
1918 wurde die Kirche für einen Umzug abgebrochen, da das gewonnene Land für den Ausbau des Hafens Walvis Bay genutzt werden sollte. Die Kirche wurde an ihrem heutigen Standort wieder aufgebaut.